# Affaldshierarkiet
Affaldshierarkiet eller affaldspyramiden er et begreb i dansk affaldspolitik og EUs rammedirektiv for affald og beskriver prioriteringer i affaldspolitikken. Politikken knyttet til begrebet går ud på behandle affald, så nær toppen af hierarkiet som muligt - og består af følgende punkter:
1. Affaldsforebyggelse
2. Genbrug
3. Materialegenindvinding
4. Anden affaldsnyttiggørelse
5. Deponering

## Affaldsreduktion
Affaldsforebyggelse eller affaldsreduktion er at reducere mængden af affald som produceres og er det øverste niveauet i affaldshierarkiet.
Forbrugere kan bidrage ved at være bevidste forbrugere og begrænse indkøb af varer, man ikke har behov for, samt at vælge miljømærkede produkter og produkter med lang holdbarhed, som kan repareres.

## Genbrug
Genbrug er at bruge ting igen fremfor at smide dem ud. Genbrug er det andet niveau i affaldshierarkiet.
Forbrugere kan lade være at købe nye varer og i stedet købe brugte, og sælge eller bortgive, når man ikke har brug for tingene mere.

## Materialegenindvinding
Materialegenindvinding er at genindvinde materialerne i kasserede produkter, som ikke kan bruges igen. Eksempelvis kan man lave nyt papir af kasserede papirprodukter. Materialegenindvinding er det tredje niveau i affaldshierarkiet.
Forbrugerne kan:
- Kildesortere affald hjemme, på skolen og på arbejdspladsen. Det er kildesortering, som ligger til grund for muligheden til at genindvinde materialerne.
- Pantflasker og drikkebokser
- Levere andet affald til en genindvindingsstation fx ved flytning, rydning
- Kompostere eget madaffald og eventuelt haveaffald

## Anden affaldsnyttiggørelse
Anden affaldsnyttiggørelse, anden nyttiggørelse, genudnyttelse kan fx være energigenindvinding, affaldsforbrænding. Energigenindvinding er at udvinde energi fra affald, som ikke kan materialegenindvindes. Anden nyttiggørelse er det fjerde niveau i affaldshierarkiet.
Vi kan brænde affald og udnytte varmen som energi. Energiudnyttelse af restaffald erstatter brug af elektricitet, olie og gas til opvarmning og gør at helse- og miljøskadelige stoffer tages ud af kredsløbet. Fx papiraffald, som ikke er så godt sorteret at det er rent nok for materialegenindvinding egner sig godt til energiudnyttelse fordi den har et højt energiindhold. Selv for affald med lavt energiindhold er energiudnyttelse en bedre udnyttelse end deponering, fordi deponering vil medføre større udslip af klimagasser.

## Deponering
Deponering er at placere affald på dedikerede steder egnet til dette formål. Deponering er det femte og laveste niveau i affaldshierarkiet. Affald som hverken kan bruges igen, materialegenindvindes eller energigenindvindes bliver deponeret.